# Chemin de fer Lemberg-Czernowitz-Jassy
 (février 2020).
Si vous disposez d'ouvrages ou d'articles de référence ou si vous connaissez des sites web de qualité traitant du thème abordé ici, merci de compléter l'article en donnant les références utiles à sa vérifiabilité et en les liant à la section « Notes et références ».
Le Chemin de fer Lemberg-Czernowitz-Jassy (en allemand : Lemberg-Czernowitz-Jassy-Eisenbahn) connue sous l'acronyme LCJE, est une ancienne entreprise ferroviaire créé en 1864 dans l'empire d'Autriche (devenu en 1867 l'empire austro-hongrois) pour relier entre elles les provinces autrichiennes de Galicie et de Bucovine, puis la principauté de Moldavie (devenue en 1859 une partie du royaume de Roumanie). 
La ligne principale, à écartement standard, reliait les capitales provinviales de Lemberg (aujourd'hui Lviv (Liov en roumain)) et de Czernowitz (Tchernivtsi (Cernăuți en roumain)), situées aujourd'hui en Ukraine, puis Jassy (Iași) en Roumanie.

## Historique

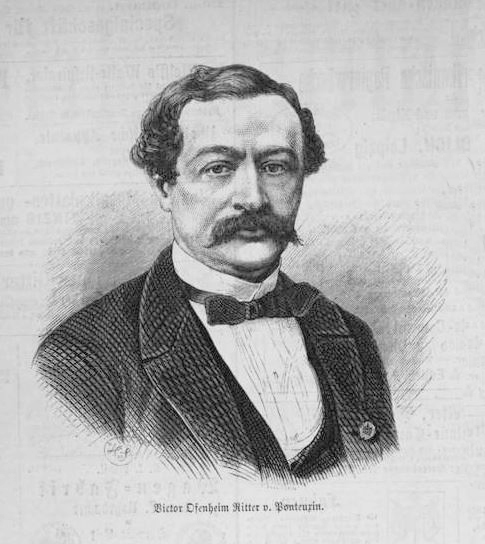
Victor Ofenheim von Ponteuxin.

La compagnie est fondée le 11 janvier 1864 par l'homme d'affaires viennois Viktor Ofenheim von Ponteuxin (de) (1820–1886), précédemment membre de la direction du Chemin de fer de Galicie. Portant le nom de « Chemin de fer Lemberg-Czernowitz » (Lemberg-Czernowitzer Eisenbahn), elle avait acquis la concession portant sur la construction et l'exploitation une ligne ferroviaire qui relie ces deux villes. La mesure relative à l'infrastructure átait auxiliaire par rapport aux efforts du gouvernement autrichien en matière de lutte contre les difficultés économiques rencontrées par la population des provinces reculées. Après un temps de construction rapide sur un parcours essentiellement plat, en temps de la guerre austro-prussienne, la ligne à voie unique a été ouverte le 1er septembre 1866. 
Le 15 mai 1867, la société obtient une concession pour un prolongement de Czernowitz, capitale de la Bucovine, jusqu'à Suczawa (Suceava), près de la frontière roumaine ; cette ligne est ouverte le 28 octobre 1869. En 1868, dans un contexte de vive concurrence avec l'entrepreneur prussien Bethel Henry Strousberg,  le gouvernement roumain accorde à Ofenheim une concession pour une ligne transfrontalière de Suceava à Jassy (Iași) via Verești et Pașcani, avec deux lignes secondaires vers Botoșani et Roman, ouvertes le 15 décembre 1869. La Roumanie a ainsi obtenu un raccordement direct au réseau ferroviaire européen. Le 14 octobre 1868, la compagnie est renommée « Société sous privilège impérial–royal du chemin de fer Lemberg-Czernowitz-Jassy » (k.k. privilegierte Lemberg-Czernowitz-Jassy-Eisenbahngesellschaft). 

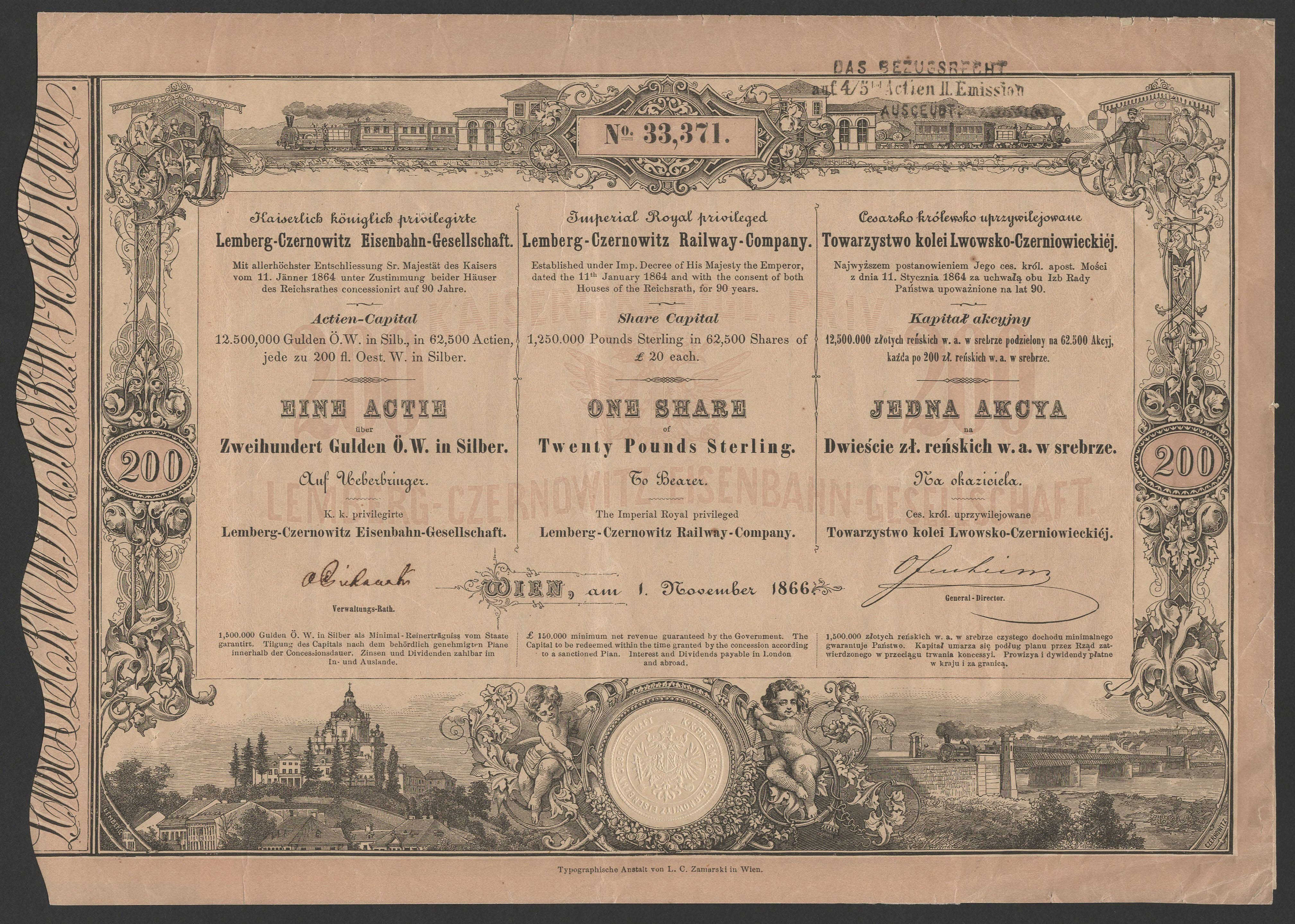
Action d'une valeur faciale de 200 florins (1866).

L'histoire de la ligne est marquée par des difficultés techniques comme la accident ferroviaire de Czernowitz (de), le 4 mars 1868, qui voit l'effondrement du pont ferroviaire sur la rivière Prout. Dès le début de son activité, les réclamations concernant des dysfonctionnements et des défauts se sont accumulées. De 1872 à 1875, à la suite de difficultés financières, la société est mise sous administration judiciaire de l’État austro-hongrois. En 1888, la partie roumaine du réseau (224 kilomètres) a été reprise par les Chemins de fer roumains. Le 1er juillet 1889, c'est la partie autrichienne (356 kilomètres) qui est intégrée à la Compagnie des chemins de fer de l'État autrichien.

## Réseau ferroviaire
La LCJE gérait 579 km de voies dont 355 en territoire austro-hongrois et 224 en territoire roumain. L'axe principal était complété par plusieurs lignes secondaires :
- En 1884 : ligne de Czernowitz à Novosselytsia, gare frontalière de l'empire de Russie et point de correspondance avec le réseau à écartement russe des Chemins de fer de Russie du Sud-Ouest (de) ;
- En 1886 : ligne de Lemberg à Bełżec (Tomaszów Lubelski) ;
- En 1887 : voies ferrées locales de Bucovine (de)
- En 1888 : voie ferrée locale de Kolomya.

Après la Première Guerre mondiale, la partie du réseau située en Bucovine est cédée au royaume de Roumanie ; la partie nord, de Lemberg à Sniatyn, passe sous la souveraineté de la république de Pologne et, en 1928, est intégrée aux chemins de fer de l'État polonais.

Images du Chemin de fer Lemberg-Czernowitz-Jassy
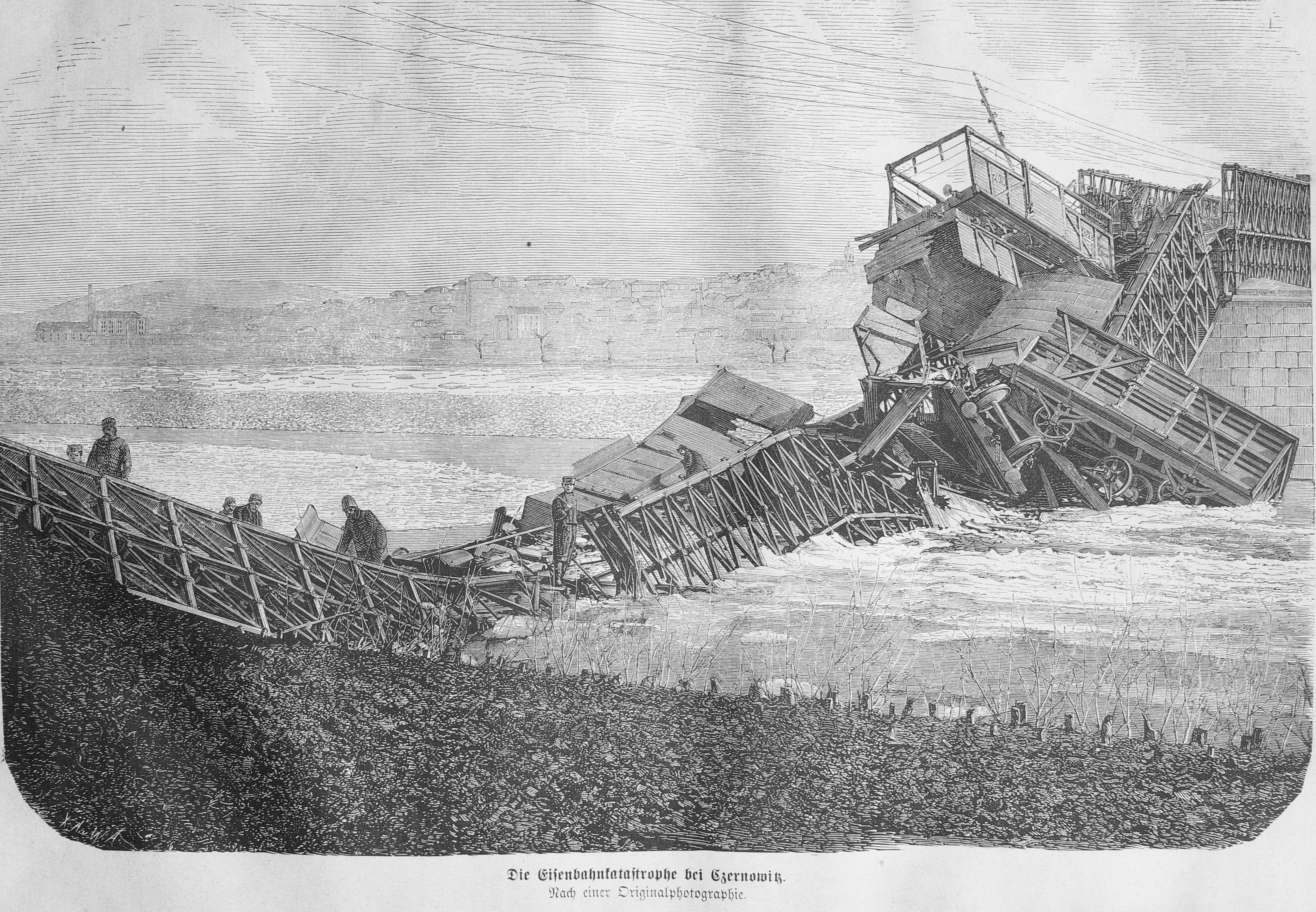
Effondrement du pont de chemin de fer de Czernowitz, Die Gartenlaube, 1868
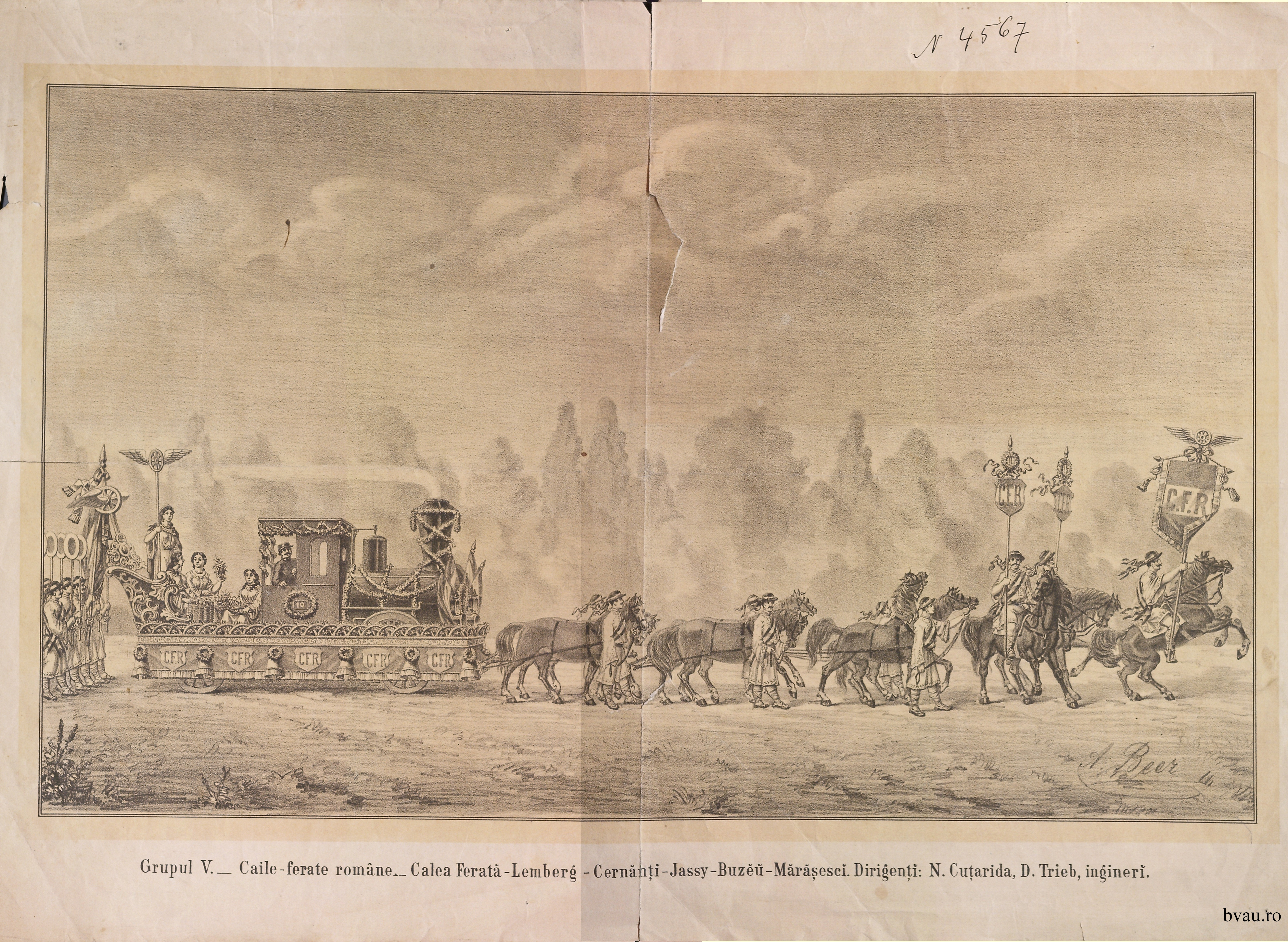
Cérémonie d'inauguration du chemin de fer Lemberg-Czernowitz-Jassy en 1866, gravure roumaine de 1881
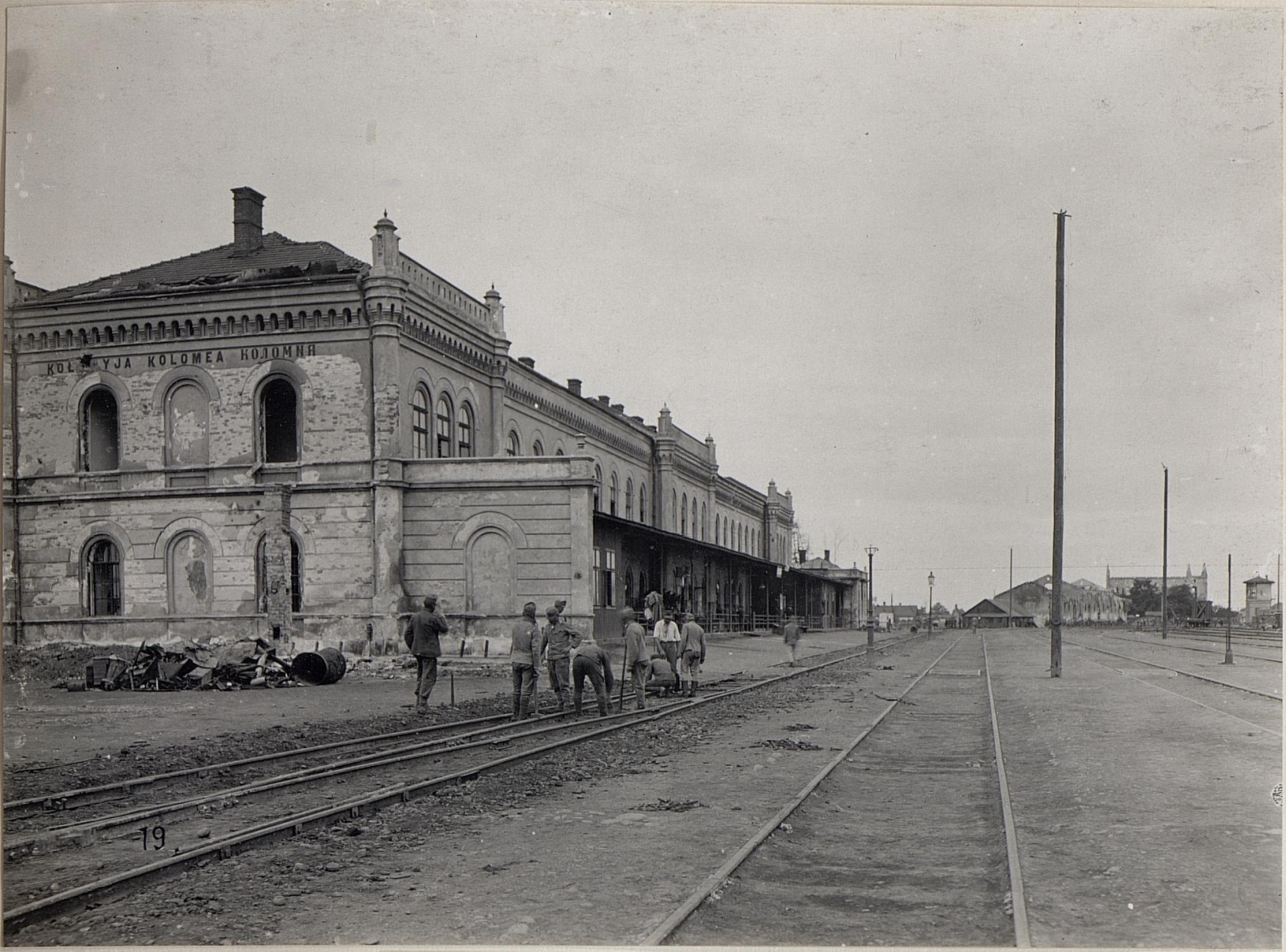
La gare de Kolomya en août 1917
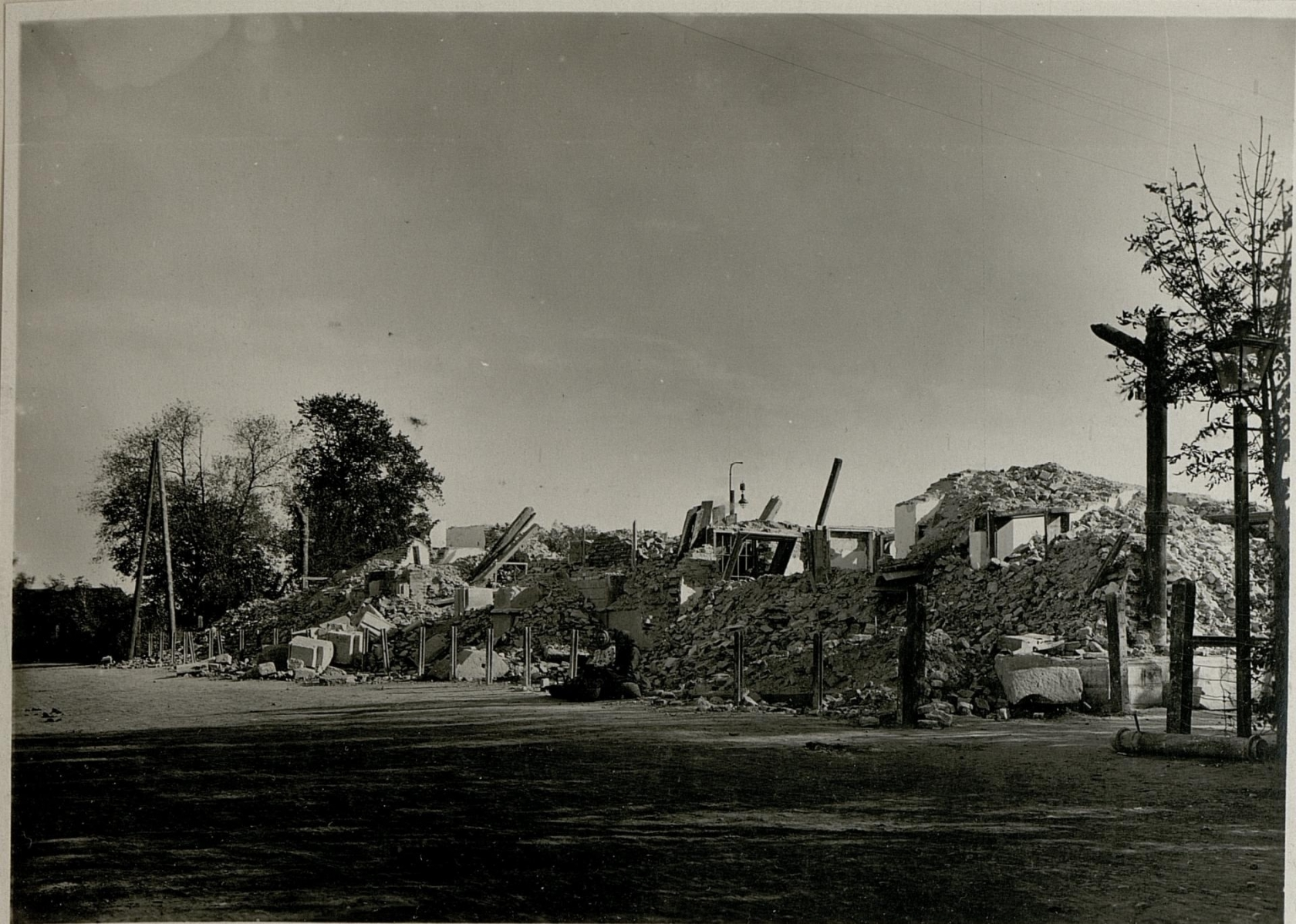
La gare de Sniatyn détruite pendant la Première Guerre mondiale